# Lista över Tchads statsöverhuvuden
Detta är en lista över Tchads statsöverhuvuden.
| Namn                 | Ämbetsperiod                        | Titel                                               |
| -------------------- | ----------------------------------- | --------------------------------------------------- |
| François Tombalbaye  | 11 augusti 1960 – 23 april 1962     | Statschef                                           |
| François Tombalbaye  | 23 april 1962 – 30 augusti 1973     | President (bytte namn till N’Garta Tombalbaye)      |
| N’Garta Tombalbaye   | 30 augusti 1973 – 13 april 1975     | President                                           |
| Noël Milarew Odingar | 13 april 1975 – 15 april 1975       | Interimsstatschef                                   |
| Félix Malloum        | 15 april 1975 – 12 maj 1975         | Ordförande i högre militärrådet                     |
| Félix Malloum        | 12 maj 1975 – 29 augusti 1978       | Statschef                                           |
| Félix Malloum        | 29 augusti 1978 – 23 mars 1979      | President                                           |
| Goukouni Oueddei     | 23 mars 1979 – 29 april 1979        | Ordförande i provisoriska statsrådet                |
| Lol Mohamed Shawa    | 29 april 1979 – 3 september 1979    | President i nationella övergångsregeringen          |
| Goukouni Oueddei     | 3 september 1979 – 10 november 1979 | Ordförande i provisoriska administrativa kommittén  |
| Goukouni Oueddei     | 10 november 1979 – 7 juni 1982      | President i nationella övergångsregeringen          |
| Hissène Habré        | 7 juni 1982 – 19 juni 1982          | Ordförande i de norra beväpnade styrkornas styrelse |
| Hissène Habré        | 19 juni 1982 – 21 oktober 1982      | Ordförande i statsrådet                             |
| Hissène Habré        | 21 oktober 1982 – 1990              | President                                           |
| Idriss Déby          | 2 december 1990 – 4 december 1990   | President i patriotiska befrielserörelsen           |
| Idriss Déby          | 4 december 1990 – 4 mars 1991       | Statschef                                           |
| Idriss Déby          | 4 mars 1991 – 20 april 2021         | President                                           |
| Mahamat Idris Deby   | 20 april 2021 – 10 oktober 2022     | Ordförande för den militära övergångsregeringen     |
| Mahamat Idris Deby   | 10 oktober 2022 – 10 maj 2022       | Tillförordnad President                             |
| Mahamat Idris Deby   | 10 maj 2024 –                       | President                                           |